# 刘湘煃
刘湘煃（？—？），字允恭，湖南江夏人，清朝天文学家。师从梅文鼎。
著有《五星法象》五卷，《恆星经纬表根》一卷，《月离交均表根》一卷，《黄白距度表根》一卷，《日食算稿》一卷，《月食算稿》一卷，《各省北极出地图说》一卷，《答全椒吴荀淑历算十问书》一卷。

## 延伸阅读
[在维基数据编辑]
 《清史稿·卷293》
 《清史稿·卷506》，出自趙爾巽《清史稿》